# Національний центр кібербезпеки (Німеччина)
Національний центр кібербезпеки (нім. Nationales Cyber-Abwehrzentrum, NCAZ) — міжвідомча урядова агенція Федеративної Республіки Німеччини, створена для захисту від кібератак критично значимих об'єктів національної ІТ-інфраструктури та економіки.

## Історія
Національний центр кібербезпеки створений на підставі рішення уряду Німеччини від 23 лютого 2011 року і вступив в дію 1 квітня 2011 року. Офіційне відкриття NCAZ за участю федерального міністра внутрішніх справ Ханса-Петера Фрідріха відбулося 16 червня 2011 року. NCAZ знаходиться в головному офісі Федерального управління з інформаційної безпеки (BSI) в Бонні. Очолює центр президент BSI Міхаель Ханге, штат центру налічує 10 осіб.
NCAZ об'єднує засоби кіберзахисту BSI, Федерального відомства із захисту Конституції, Федеральної розвідувальної служби, Федеральної поліції, слідчого управління Митниці Німеччини, Бундесверу, Федерального управління цивільного захисту та допомоги при стихійних лихах, і Федерального відомства кримінальної поліції, а також співпрацює з наглядовими органами операторів критично важливої інфраструктури, в межах своїх статутних обов'язків і повноважень. Основою взаємодії є «угоди про співпрацю» відповідних органів і відомств Німеччини.
NCAZ повинен співпрацювати з будь-якими інститутами ЄС безпосередньо, з використанням ресурсів існуючих органів країн ЄС, що займаються питаннями кіберзахисту. BSI співпрацює з Європейським агентством із мережевої й інформаційної безпеки. (англ. European Network and Information Security Agency) (ENISA), чий директор, Удо Гельмбрехт, раніше займав пост президента BSI, а президент BSI і NCAZ Міхаель Ганге входить в Наглядову раду ENISA.

## Завдання
За словами міністра внутрішніх справ Фрідріха, основними завданнями NCAZ є профілактика, збір інформації та раннє попередження кібератак. Відповідно до «Стратегії кібербезпеки для Німеччини» кібератака — це дія, яка спрямована проти однієї або декількох ІТ-систем з метою злому їх систем безпеки. BSI відносить до різновидів кібератак: крадіжки особистих даних, хакерські атаки, поширення комп'ютерних вірусів, DoS-атаки й атаки на інфраструктуру Інтернету (зокрема, злом BGP)).. Необхідність створення NCAZ була пов'язана зі зростанням із 2005 року кількості хакерських атак на комп'ютерні системи органів влади й комерційних підприємств в Німеччині, в тому числі, появою комп'ютерних вірусів GhostNet, створення якого приписується Китаю і Stuxnet, який приписується США та Ізраїлю. У відповідності до рекомендацій BSI, NCAZ веде, зокрема, збір інформації про терористичні загрози, виявлення вразливостей в ІТ-продукції та ІТ-інциденти й аналіз цих даних. NCAZ веде свою діяльність в інтересах громадських організацій, питаннями кібербезпеки у військовій сфері в Німеччині з 2002 року займається аналогічна організація — Команда стратегічної розвідки (нім. Kommando Strategische Aufklärung).